# Кенійсько-шведські відносини
Кенійсько-шведські відносини — двосторонні відносини між Кенією і Швецією.

## Історія
Відносини між двома країнами залишаються дружніми. На початку 1900-х перші шведські дослідники, вчені та місіонери відвідали Кенію.

## Розвиток співробітництва
Швеція співпрацює з Кенією на довгостроковій основі, щоб зробити Кенію країною з високим середнім рівнем доходу за Стратегією 2030. Швеція також визнає, що Кенія відіграє ключову роль у забезпеченні регіональної стабільності та миру.
Основними напрямками співпраці Кенії та Швеції є:
- Скорочення бідності
- Управління
- Збереження природних ресурсів і навколишнього середовища[4]
- Міська забудова

2012 року шведська гуманітарна допомога для Кенії становила 900 мільйонів кенійських шилінгів (8,7 мільйонів євро). Повну шведська підтримка програм розвитку оцінюють у 5,2 мільярда кенійських шилінгів (50,2 мільйона євро).

## Економічні взаємини
1973 року обидві країни підписали угоду про ухилення від сплати подвійних податків. Від 2003 до 2012 року торгівля між обома країнами збільшилася на 310 %. У 2012 році Кенія експортувала в Швецію товарів на суму 4,9 мільярда кенійських шилінгів (47,34 мільйонів євро). Натомість, Швеція експортувала товарів, вартість яких становить 6,3 мільярдів кенійських шилінгів (61 мільйон євро). 
Головний експорт Кенії в Швецію включає: каву, зрізані квіти, фрукти і овочі.
Шведський головний експорт в Кенію включає: телекомунікаційне обладнання, папір, обладнання, промислові товари, медичне устаткування і транспортні засоби.
Понад 50 шведських транснаціональних корпорацій, таких як ABB, Alfa Laval, Atlas Copco, Bahco, Ericsson, Сааб, Sandvik, Scania, SKF, TetraPak і Вольво ведуть діяльність у Кенії. Більшість фірм управляє своєю африканською діяльністю з Найробі.
Кенію вважають точкою доступу на східно-африканські ринки.

## Дипломатичні місії
Кенія має посольство в Стокгольмі, яке також акредитоване в Данії, Фінляндії, Ісландії та Норвегії, а Швеція — в Найробі.